# 高質
高質（こうじち）は、中世日本において債権者が債務不履行に陥った債権者の財産を私的に差し押さえる行為。また、年貢・公事の滞納者に対して領主が行うこともあった。
借用書などに高質を取ることを認める文言を入れあるのが一般的であり、原則的には場所の制約を受けず（質取行為では禁じられているアジール的空間や権力者の保護下でも）に請求が可能であり、債務者を発見次第直ちに債務者が持つ債権額相当分の財産（主として動産）のみを差し押さえることになっていた。ただし、極端な場合には持ち合わせの財産が債権額に達しないことを理由として一般的には差し押さえの対象にはならないと考えられていた牛や馬、妻子などを差し押さえる場合もあった。このため、「高値の質物」（リスクが高い質物）と言われ、それが「高質」の語源とも言われている。